# Гудзий, Наталья
Наталья Гудзий (яп. ナターシャ・グジー, Натася Гудзи) — японская бандуристка и певица украинского происхождения.

## Биография
Наталья Гудзий родилась 4 февраля 1980 года в селе Днепропетровской области. Ещё в детстве семья Наталии переехала в город Припять.
26 апреля 1986 года, когда произошла авария на ЧАЭС, Наталья вместе с семьёй была эвакуирована в Киев. Там же она вступила в музыкальную школу и начала учиться играть на бандуре. В 1993 году она вступила в хор «Красная калина» Киевского ансамбля народной песни, который состоял преимущественно из чернобыльских детей.
В 1996—1998 годах Наталья несколько раз приезжала в Японию в составе этого хора по приглашению «Фонда детей Чернобыля» (チェルノブイリ子ども基金), возглавляемого Рюити Хирокавой (広河 隆一).
Когда я впервые услышала, что поеду в Японию, я почувствовала себя счастливой, потому что это был ещё один шанс осуществить мечту, которую я считала утраченной. Я также могу обратиться за помощью к японцам на собственных концертах...
В связи с тем, что эти концерты привлекли особое внимание, было проведено ещё 29 сольных выступления в марте-июне 1999 года для того, чтобы собрать деньги для пострадавших от радиации. Благодаря этим концертам было выручено 12 миллионов иен, которые пошли на лечение детей с раком щитовидной железы.
По рекомендации Руити Хирокавы Наталья приняла решение остаться в Японии и заняться музыкой:
Мотивацией моего приезда в Японию было желание продолжить изучение музыки. После окончания средней школы, большинство моих одноклассников вступило в университет, а я работала, потому что мой отец заболел и должен был уволиться с атомного предприятия.
В 1999 году один из волонтёров неправительственной организации «Фонд детей Чернобыля» познакомил Наталию с Тамаэ Миятой, которая позже стала учителем по вокалу.
Сейчас Наталья Гудзий проживает в Токио.

## Дискография
| Год  | Информация об альбоме                                                                     |
| ---- | ----------------------------------------------------------------------------------------- |
| 2002 | セルツェ-心- - Дата выхода: 15 мая, 2002 - Формат: CD                                     |
| 2004 | Счастливого рождества / Merry Christmas - Дата выхода: 1 декабря, 2004 - Формат: CD       |
| 2005 | Наталья / ナタリア - Дата выхода: 25 мая, 2005 - Формат: CD                               |
| 2006 | Расцветающий в сердце цветок / こころに咲く花 - Дата выхода: 26 января, 2006 - Формат: CD |
| 2009 | ナタリア2 - Дата выхода: 15 января, 2009 - Формат: CD                                     |
| 2009 | Исцеление / ヒーリング - Дата выхода: 15 января, 2009 - Формат: CD                        |